# Anwerbeabkommen
Anwerbeabkommen sind bilaterale Verträge oder Abkommen, die die Zu- und Abwanderung von Arbeitskräften zwischen Staaten regeln sollen und beinhalten üblicherweise Regelungen zum Aufenthaltsrecht und Arbeitsrecht.

## Zielsetzungen und mögliche Wirkungen
Bilaterale Abkommen über die Zuwanderung von Arbeitskräften sollen an erster Stelle einen Arbeitskräftebedarf im Zielland decken, die Arbeitslosigkeit im Entsendeland verringern und einen Devisenzufluss durch Überweisungen der Migranten ermöglichen. Zugleich können sie weitere Wirkungen haben, beispielsweise den Bedarf an kommerziellen Arbeitsvermittlern verringern und durch legale Einreisemöglichekten die illegale Migration zurückdrängen. Bilaterale Abkommen erlauben außerdem dem Entsendeland, mit dem Zielland in Verhandlungen über eine Anerkennung von Qualifikationen und über Arbeitsstandards einzutreten, um so einer Ausbeutung vorzubeugen. Durch eine regionale Steuerung der Aus- und Einwanderung sollen zudem die Gefahr lokaler Engpässe, wie sie beispielsweise aufgrund von Brain Drain entstehen können, vermieden werden können. Außerdem können außenpolitische Motive eine Rolle bei dem Abschluss der bilateralen Abkommen spielen.

## Geschichte
Die Ausbreitung des Menschen auf der Welt, von Afrika ausgehend, ist essentieller Bestandteil der Geschichte der Menschheit. In einigen, als frühe Hochkulturen bezeichneten und von Ackerbau geprägten Staaten des sesshaft gewordenen Menschen, können bereits im Altertum gesetzliche Regelungen über Arbeitsmigration und Sklaverei gefunden werden.

## 20. Jahrhundert in Europa
Im Zuge der sich ausbreitenden Industrialisierung in Europa hatte Frankreich ab Mitte des 19. Jahrhunderts durch sinkende Geburtenraten mit einem Mangel an Arbeitskräften zu kämpfen, während die anderen europäischen Länder höhere Geburtenraten hatten und dadurch Auswanderungsländer waren. Der Engpass auf dem französischen Arbeitsmarkt verschärfte sich durch den Deutsch-Französischen Krieg (1870/71) und den Ersten Weltkrieg (1914–18). Daraufhin schloss Frankreich in den folgenden Jahren Anwerbeabkommen mit Italien (1919), Polen (1919), der Tschechoslowakei (1920) und Spanien (1932). Auch nach dem Zweiten Weltkrieg schloss Frankreich zur Anwerbung von Arbeitskräften neue Abkommen mit Italien (1946), Griechenland (1960), Spanien (1963), Portugal (1964), Marokko (1964), Tunesien (1964), der Türkei (1965) und Jugoslawien (1965).
In der Zeit des Nationalsozialismus schloss Deutschland am 3. Dezember 1937 ein Anwerbeabkommen mit Italien, um seinen Mangel an Arbeitern in der Rüstungsindustrie und in der Landwirtschaft auszugleichen.

## Nachkriegsdeutschland
Die Bundesrepublik Deutschland schloss von 1955 bis 1968 Anwerbeabkommen mit mehreren anderen Staaten. Sie regelten den anfangs als befristet geplanten Arbeitsaufenthalt ausländischer Arbeitnehmer als so genannte „Gastarbeiter“.
Vergleichbare Abkommen gab es auch für sogenannte Vertragsarbeiter in der DDR mit Vietnam, Kuba, Nicaragua, Madgermanes aus Mosambik, Polen, Ungarn, Jemen und Angola.

### Chronologische Liste
Anwerbeabkommen der Bundesrepublik Deutschland wurden fast ausschließlich mit Mittelmeer-Anrainerstaaten geschlossen:
| Land                                               | Datum             | Regierung             |
| -------------------------------------------------- | ----------------- | --------------------- |
| Anwerbeabkommen mit Italien                        | 20. Dezember 1955 | Kabinett Adenauer II  |
| Anwerbeabkommen mit Spanien                        | 29. März 1960     | Kabinett Adenauer III |
| Anwerbeabkommen mit Griechenland                   | 30. März 1960     | Kabinett Adenauer III |
| Anwerbeabkommen mit der Türkei                     | 30. Oktober 1961  | Kabinett Adenauer III |
| Anwerbeabkommen mit Marokko                        | 21. Mai 1963      | Kabinett Adenauer V   |
| Anwerbeabkommen mit Südkorea (Bergarbeiter)        | 16. Dezember 1963 | Kabinett Erhard I     |
| Anwerbeabkommen mit Portugal                       | 17. März 1964     | Kabinett Erhard I     |
| Anwerbeabkommen mit Tunesien                       | 7. Oktober 1965   | Kabinett Erhard I     |
| Anwerbeabkommen mit Jugoslawien                    | 12. Oktober 1968  | Kabinett Kiesinger    |
| Anwerbeabkommen mit Südkorea (Krankenhauspersonal) | 26. Juli 1971     | Kabinett Brandt I     |

Weitere Anwerbeabkommen wurden mit Japan und mit Chile geschlossen.
Am 28. April 1965 wurde für die Regelung von rechtlichen Fragen wie z. B. Aufenthaltsgenehmigungen ein Ausländergesetz erlassen.

### Anwerbestopp
Im Jahr 1973 wurde unter dem Kabinett Brandt I die Anwerbung angesichts der Ölkrise vollständig gestoppt. Am 17. September 1998 wurden Regelungen für einen unternehmensinternen Fachkräftetransfer eingeführt: § 4 Abs. 7 und 8 Anwerbestoppausnahmeverordnung (ASAV) ermöglichten Mobilität innerhalb von international operierenden Unternehmen, § 9 Nr. 2 der Arbeitsgenehmigungsverordnung (ArGV) erlaubte es diesen Unternehmen, Angestellte in leitender Position unternehmensintern gänzlich arbeitsgenehmigungsfrei nach Deutschland zu entsenden.
Im Jahr 2000 wurde der Anwerbestopp insofern außer Kraft gesetzt, als Deutschland mit seiner Greencard eine Sonderregelung schuf, die zunächst auf 10.000, dann auf 20.000 ausländische hochqualifizierte IT-Spezialisten begrenzt war. Diese erhielten auf Basis der Sonderregelung einen auf fünf Jahre begrenzten Aufenthaltsstatus.

## Österreich
Als während des Nachkriegsbooms Arbeitskräfte knapp wurden, trat Österreich erst spät in die internationale Anwerbepolitik ein. 1962 durch einen Vertrag mit Spanien, 1964 mit der Türkei und 1965/66 mit Jugoslawien. Die Sozialpartner hatten zuvor im geheimen Raab-Olah-Abkommen die Stabilität von Preisen und Löhnen, die Kontingentierung der Arbeitsmigration und die zeitliche Befristung (Rotation) in Anlehnung an die Saisonarbeitserfahrung vereinbart.